# Гейдж (порноактриса)
Гейдж (англ. Gauge, род. 24 июля 1980 года, настоящее имя — Элизабет Р. Динс (Elizabeth R. Deans)) — американская порноактриса и танцовщица стриптиза.

## Биография

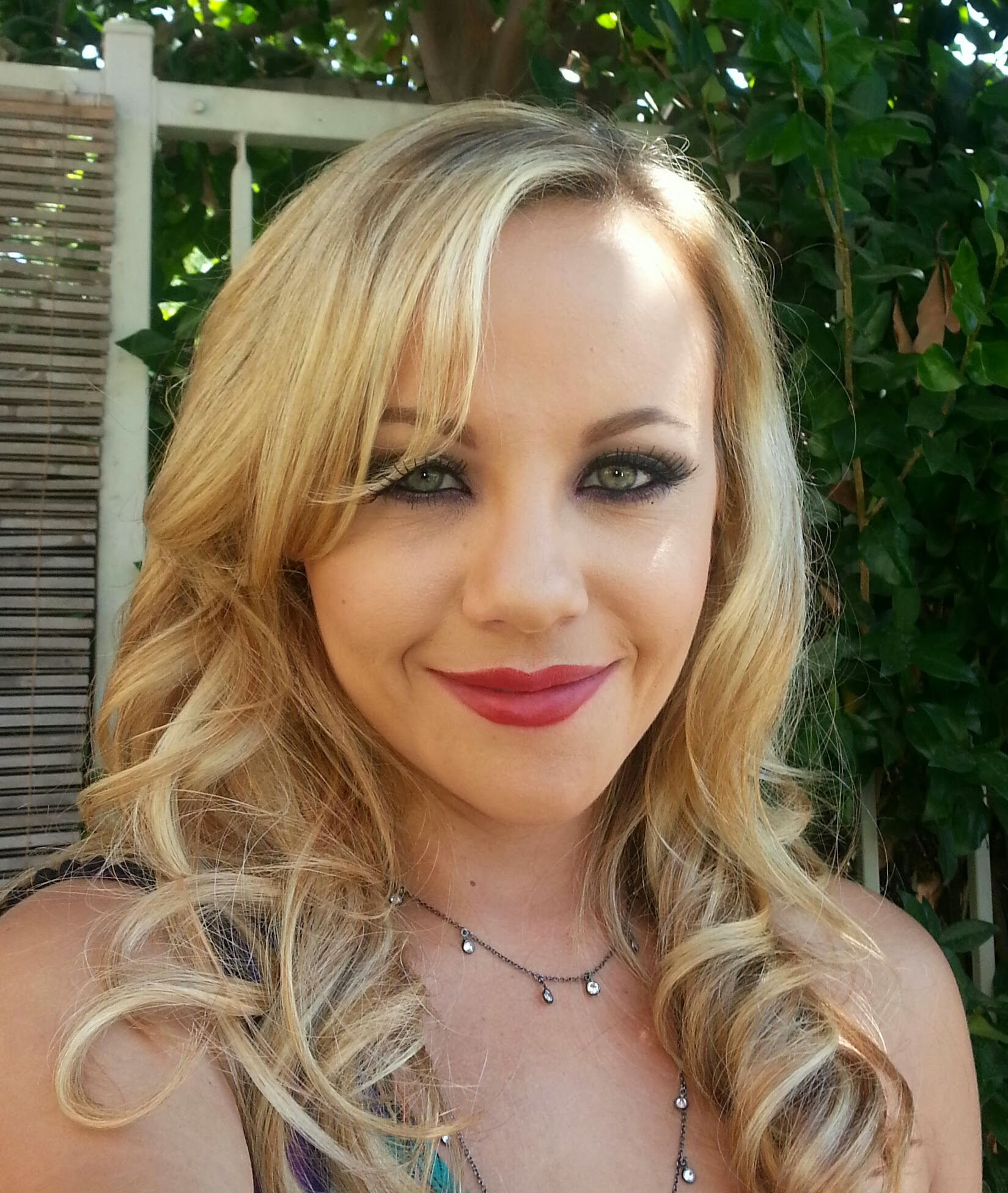
Гейдж в 2013 году

Родилась 24 июля 1980 года в г. Хот-Спрингс в штате Арканзас, США.
Начала сниматься в фильмах для взрослых в 1999 году, в возрасте девятнадцати лет, чтобы оплачивать обучение. После того, как появилась примерно в 140 фильмах, она покинула индустрию в 2005 году из-за спора о контракте с её управляющей компанией.
Была замужем с 14 мая 2006 года по декабрь 2008 года.

## Награды и номинации
| Год  | Церемония                         | Результат | Номинация                                                          | Фильм         |
| ---- | --------------------------------- | --------- | ------------------------------------------------------------------ | ------------- |
| 2001 | XRCO Award                        | Номинация | Teen Dream                                                         | н/д           |
| 2001 | CAVR Awards                       | Номинация | Hottest Porn Star                                                  | н/д           |
| 2002 | XRCO Award                        | Номинация | Orgasmic Oralist                                                   | н/д           |
| 2002 | XRCO Award                        | Номинация | Cream Dream                                                        | н/д           |
| 2003 | KSEXradio Listener’s Choice Award | Победа    | Favorite Hummers on Film by a KSEX Host                            | н/д           |
| 2003 | XRCO Award                        | Номинация | Cream Dream                                                        | н/д           |
| 2003 | XRCO Award                        | Победа    | Лучшая сцена триолизма (вместе с Авророй Сноу и Джулсом Джорданом) | Trained Teens |
| 2005 | KSEXradio Listener’s Choice Award | Победа    | Любимая порнозвезда (Not a KSEXradio Host)                         | н/д           |